# Randolf Pohl
Randolf Pohl (* 30. Dezember 1970 in München) ist ein deutscher Physiker und Hochschullehrer an der Johannes Gutenberg-Universität Mainz. Er wurde bekannt durch seine Forschungsarbeiten zur Bestimmung des Ladungsradius des Protons.

## Werdegang
Pohl studierte an der TU München Physik und erhielt dort 1997 sein Diplom. Anschließend ging er an die  ETH Zürich, wo er seine Dissertation vorbereitete und 2001 zum Thema Discovery of the long-lived 2S state in muonic hydrogen promovierte. Es folgte bis 2005 ein Postdoc-Aufenthalt am Paul Scherrer Institut in Villigen. Danach war er am Max-Planck-Institut für Quantenoptik in Garching in der Abteilung Laserspektroskopie von Theodor W. Hänsch tätig. Seit 2011 leitet er selbst eine Forschungsgruppe, die sich mit exotischen Atomen befasst, insbesondere mit der Präzisionsmessung der Lamb-Verschiebung in myonischem Wasserstoff. Im Jahr 2016 nahm Pohl die Berufung auf eine Professur für 	Experimentelle Atomphysik an der Johannes Gutenberg-Universität Mainz an, wo er seither eine Gruppe für Laserspektroskopie leitet.
Pohl ist verheiratet und hat drei Kinder.

## Auszeichnungen
- 2012 Gustav-Hertz-Preis[7]
- 2013 Francis M. Pipkin Award[8]
- 2015 „Fellow“ der American Physical Society[9]